# Metassamia reticulata
Metassamia reticulata is een hooiwagen uit de familie Assamiidae.